# جون إيوبانكس
جون إيوبانكس (بالإنجليزية: John Eubanks)‏ هو لاعب كرة قدم كندية أمريكي، ولد في 13 يوليو 1983 في موند بايو في الولايات المتحدة.

## وصلات خارجية
- جون إيوبانكس على موقع مرجع كرة القدم المحترفة.كوم (الإنجليزية)